# Драгомиж
Драгоми́ж (болг. Драгомъж) — село в Разградській області Болгарії. Входить до складу общини Ісперих.

## Населення
За даними перепису населення 2011 року у селі проживали 375 осіб.
Національний склад населення села:
| Національність   | Кількість осіб | Відсоток |
| ---------------- | -------------- | -------- |
| цигани           | 200            | 60,8%    |
| турки            | 119            | 36,2%    |
| болгари          | 8              | 2,4%     |
| Всього відповіли | 329            |          |

Розподіл населення за віком у 2011 році:
Динаміка населення: